# Rebecca Westová
Cicily Isabel Fairfieldová známá jako Rebecca Westová (21. prosince 1892 Londýn – 15. března 1983 Londýn) byla britská spisovatelka, novinářka, literární kritička a autorka cestopisů. 
K jejím nejuznávanějším dílům patří cestopis Black Lamb and Grey Falcon (1941). Deník The Guardian tuto knihu v roce 2011 zařadil mezi sto nejvýznamnějších nebeletristických děl všech dob. Zpracovala v textu zážitky ze tří cest do Jugoslávie v letech 1936–1938. Zemi si zamilovala, o čemž svědčí i to, že za druhé světové války ubytovala jugoslávské uprchlíky na svém panství. K dalším jejím známým publicistickým knihám patří reportáž o norimberském procesu A Train of Powder (1955). Psala ovšem i prózu, nejvíce se prosadila románem Návrat vojáka (1918), modernistickým zpracováním zkušenosti první světové války (zfilmován v roce 1982 Alanem Bridgesem). Proslula též jako knižní recenzentka deníku The Times.
Časopis Time ji v roce 1947 nazval „nespornou světovou spisovatelkou číslo jedna“. George Bernard Shaw v roce 1916 řekl, že „Rebecca Westová umí zacházet s perem tak brilantně jako já, ovšem mnohem divočeji.“ Prezident Harry Truman ji v roce 1948 nazval „nejlepší světovou reportérkou“. Pseudonym „Rebecca West“ převzala v mládí z dramatu Henrika Ibsena Rosmersholm, kde se tak jmenuje vzpurná mladá hrdinka.

## Politické postoje
V mládí byla aktivní feministkou a sufražetkou, a také fabiánskou socialistkou. S oběma těmito ideologiemi se ovšem nakonec dostala do jistého střetu.
Odmítla ruskou bolševickou revoluci, což ji dočasně izolovalo mezi levicovými intelektuály. Byla zarytou antifašistkou, podporovala republikánské Španělsko v občanské válce a ostře kritizovala Chamberlainovu politiku appeasmentu, stejně jako v jejích očích podobně nemravný pacifismus řady levicových politiků. Za druhé světové války odmítala sbližování se Stalinem a kritizovala Winstona Churchilla za to, že si v Jugoslávii zvolil za svého klíčového spojence komunistu Josipa Broze Tita a hodil přes palubu nacionalistické četniky Draži Mihailoviće, které považovala za jediný legitimní jugoslávský odboj. Svou kritiku potlačila na žádost britského ministerstva zahraničí, což později vysvětlila jako službu své vlasti. Po válce se ale její antikomunismus zatvrdil. To vedlo k její podpoře amerického senátora Josepha McCarthyho, která ji vzala sympatie nejen levice, ale i liberálů. Doris Lessingová dokonce vyzvala k bojkotu jejích knih. Respekt si Westová získala jen u konzervativců, ke konzervativní straně se ale nikdy nepřihlásila. 
Po většinu svého života byla voličkou Labour party, nicméně kritizovala její spojení s odbory (které nesnášela) a později se stala velkou obdivovatelkou konzervativní premiérky Margaret Thatcherové, zejména za její schopnost prosadit se ve sféře ovládané muži a pro její ochotu postavit se odborářskému vydírání.
S jistou verzí feminismu se nakonec dostala také do střetu. Především díky své averzi k homosexualitě a varování, aby si některé feministky nepletly snahu o ženskou emancipaci s touhou stát se muži a být jako muži. Trvala na tom, že mezi mužem a ženou je zásadní rozdíl a požadovala, aby si ženy zachovaly své specificky ženské vlastnosti, zejména "spřízněnost se životem".
V otázce náboženství se zůstala anglikánskou křesťankou, ovšem odmítla některé články víry, jako například zrození Ježíše z panny, ideu prvotního hříchu či boží prozřetelnosti. Odmítla také "posedlost obětí" v křesťanství a spojila tuto tendenci s Chamberlainovým appeasmentem. Boha někdy ve svých dílech Westová označovala za "nezúčastněného a poraženého", což patrně souviselo s jejím zájmem o manichejství, jímž byla přitahována, ale zároveň ji děsilo. Na počátku 50. let měla dojem, že během cesty do Francie prožila mystické zjevení a snažila se následně konvertovat ke katolicismu, ale nakonec od toho ustoupila. Zrada anglikánské víry se jí zdála nesnesitelnou ("nemohu uvěřit, že jsem povinna zaplatit takovou cenu za spásu.").

## Soukromí
Byla milenkou spisovatele H. G. Wellse (od roku 1913). Wells o Westovou projevil zájem, když ho v jedné recenzi nazvala "starou pannou mezi romanopisci". Z jejich vztahu vzešel syn Anthony West, který se stal rovněž spisovatelem a literárním kritikem. Jeho autobiografie, v níž vylíčil svou matku jako špatnou herečku a selhávající vychovatelku, vedla k hlubokému rozkolu mezi nimi. Westová přerušila trvale vztahy se svým synem a vyhrožovala žalobou každému vydavateli, který chtěl autobiografii vydat. Úspěšně takto potlačila anglické vydání, k němuž tudíž došlo až po její smrti v roce 1984.
K jejím milencům měli v mládí patřit ovšem i jiní významní muži, mj. Charlie Chaplin nebo novinový magnát Max Aitken. K jejím blízkým přátelům patřil i zakladatel CIA Allen Dulles.
V roce 1930, ve věku 37 let, se provdala za bankéře Henryho Maxwella Andrewse a zůstali spolu až do jeho smrti v roce 1968.